# Vance Hartke
Vance Hartke (né le 31 mai 1919, mort le 27 juillet 2003) est un homme politique américain. Membre du Parti démocrate, il est sénateur de l'Indiana entre 1959 et 1977.

## Biographie
Vance Hartke étudie le droit à l'université d'Indiana dont il sort diplômé en 1948. Pendant la guerre il a servi en tant que garde côte dans la Navy. Il est maire d'Evansville entre 1956 et 1958, puis est élu au sénat en 1958, réélu en 1964 et 1970, puis battu en 1976 par le républicain Richard Lugar. Il échoue à la nomination pour la candidature démocrate pour les élections présidentielles en 1972.